# Park Narodowy Cofre de Perote
Park Narodowy Cofre de Perote (hiszp. Parque nacional Cofre de Perote) – park narodowy w południowym Meksyku, w stanie Veracruz. Został utworzony 4 maja 1937 roku i zajmuje obszar 115,31 km². W 2013 roku został zakwalifikowany przez BirdLife International jako ostoja ptaków IBA.

## Opis

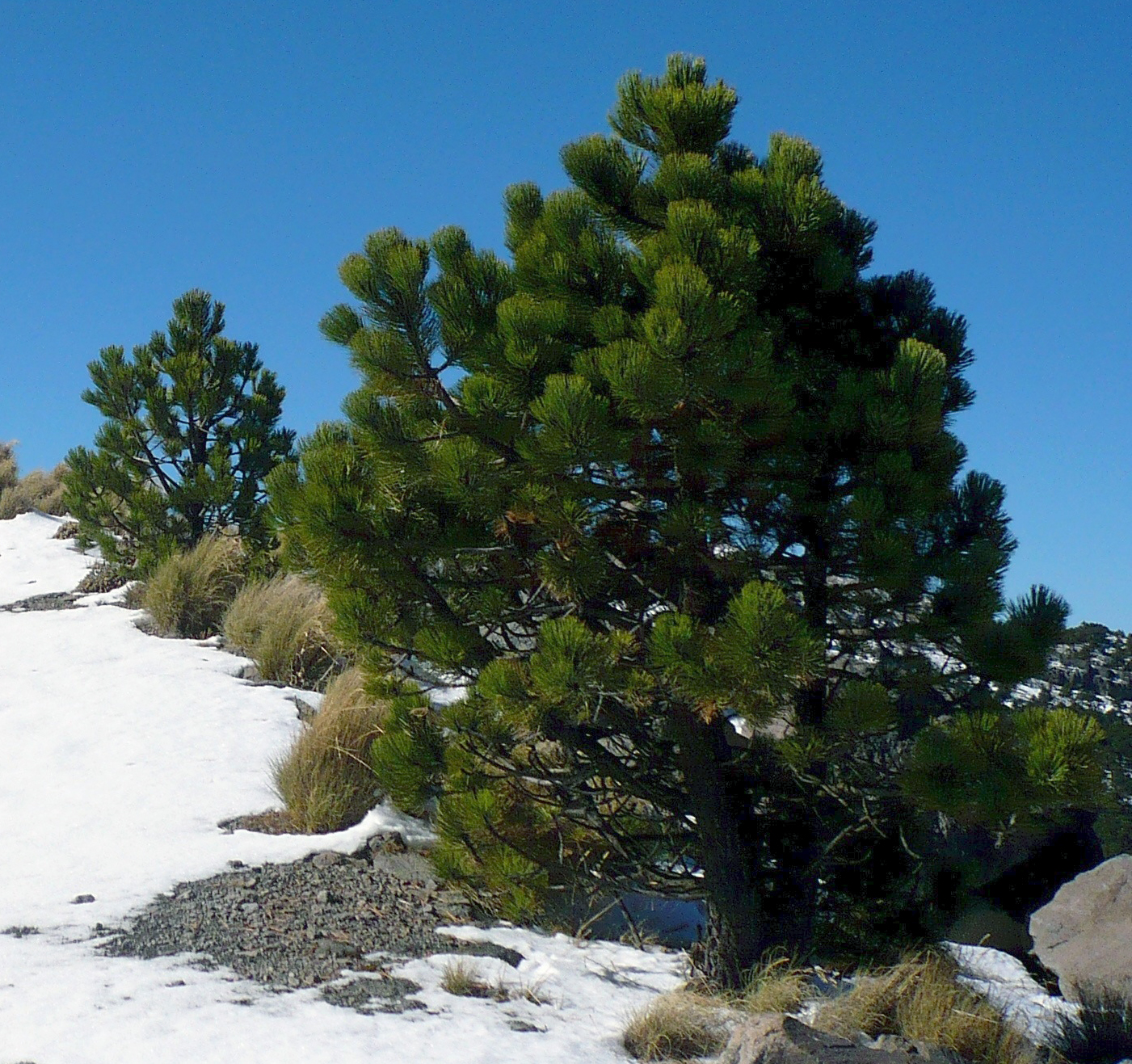
Pinus hartwegii na zboczach wulkanu

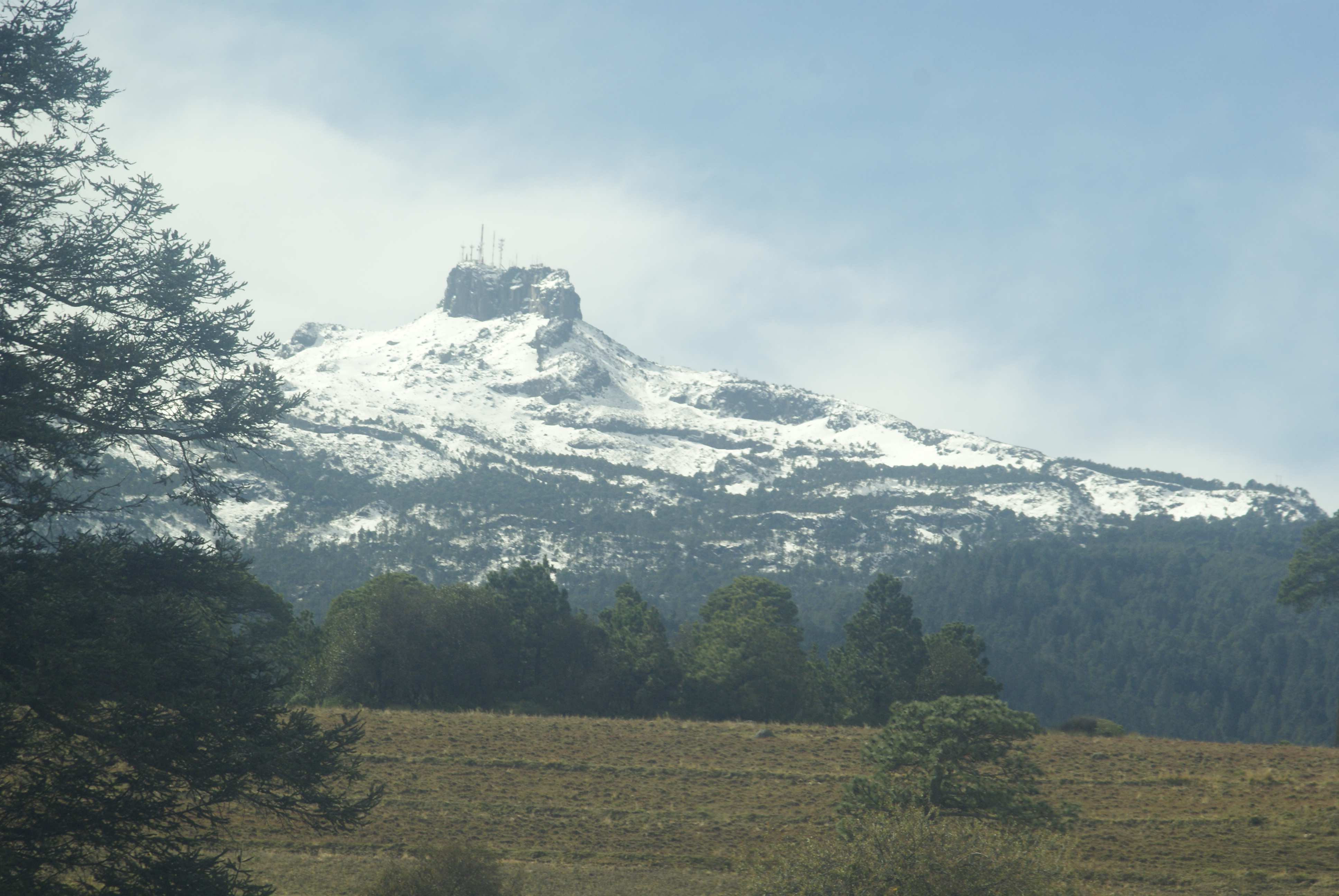
Wulkan zimą (2010)

Park obejmuje wygasły wulkan Cofre de Perote (nahuatl Nauhcampatépetl) od poziomicy 3000 m n.p.m. w górę. Jest to jeden z licznych wulkanów tworzących Kordylierę Wulkaniczną. Ma wysokość 4282 m n.p.m. Czyni go to ósmą co do wysokości górą w Meksyku. Na zboczach wulkanu występuje szereg tarasów i wąwozów. Są tu źródła wielu rzek (np.: Nautla, Jamapa i Atoyac) oraz liczne jeziora. Najniżej położoną część parku pokrywają lasy, głównie sosnowe i jodłowe. Nad rzekami występują lasy galeriowe. Najwyższa część parku (powyżej 4000 m n.p.m.) to górskie łąki przypominające paramo.

## Flora
W lasach występują zagrożony wyginięciem (EN) Abies hickelii, a także m.in.: sosna Montezumy, Pinus pseudostrobus, Pinus teocote, Pinus patula, sosna meksykańska, Pinus hartwegii, Abies religiosa, Baccharis conferta, Arbutus xalapensis, Berberis alpina, Quercus laurina, Quercus crassifolia, ziemniak, Alnus jorullensis, pomocnik baldaszkowy, korzeniówka pospolita, Polemonium grandiflorum, Castilleja tenuiflora, Penstemon gentianoides, Hackelia mexicana, Oxylobus arbutifolius, Pernettya ciliata, Physalis orizabae i Phacelia platycarpa.
Na górskich łąkach rosną m.in.: Juniperus monticola, Calamagrostis tolucensis, Festuca tolucensis, Trisetum spicatum, Arenaria bryoides, Draba nivicola i Draba jorullensis.

## Fauna
W parku odnotowano 179 gatunków fauny kręgowców. 
Płazy i gady występujące w parku to krytycznie zagrożone wyginięciem (CR) Chiropterotriton chiropterus i  Chiropterotriton lavae, zagrożone wyginięciem (EN) Abronia graminea i Thorius troglodytes, a także m.in.: Sarcohyla arborescandens, Lithobates berlandieri, Pseudoeurycea leprosa, Anelytropsis papillosus, Phrynosoma orbiculare, Barisia imbricata, Salvadora bairdi, Leptodeira annulata, grzechotnik górski, grzechotniczek meksykański, grzechotnik pustynny, Ambystoma velasci, Bolitoglossa platydactyla, lancetogłów mleczny, Pituophis deppei, Thamnophis sumichrasti, Sceloporus salvini i  Plestiodon lynxe.
Żyje tu 89 gatunków ptaków. Należą do nich narażony na wyginięcie (VU) przepiór śniadoszyi, a także m.in.: organka zielonkawa, drozdek aztecki, zielaczek, krogulec czarnołbisty, przepiór kreskowany, cuglogołębik białolicy, modrowronka jednobarwna, bławatnik meksykański, mieczonos ciemnogłowy, przepiór perlisty, pieprzojad szmaragdowy, tęczownik, ametystowczyk jaskółczy, drozd czarny i dzięcioł brunatny.
W parku występuje 51 gatunków ssaków. Są to krytycznie zagrożona wyginięciem (CR) skrytouszka wulkaniczna, zagrożony wyginięciem (EN) karłosuseł znakowany, a także m.in.: wełnianek uszaty, dydelf czarnouchy, taltuza szorstka, skunksowiec białogrzbiety, ryś rudy, szczuroskoczek kaktusowy, borsucznik amerykański, żabojadek brazylijski, assapan południowy i wiewiórka smugowana.